# Remko Koopman
Remko Koopman (Leiden, 11 oktober 1974), ook bekend als SCAGE, is een Nederlands beeldend kunstenaar, grafisch ontwerper en graffitischrijver. Daarnaast is Koopman auteur en bracht hij onder andere de aan graffiti gerelateerde boeken Amsterdam Graffiti: The Battle of Waterloo (2004), De Leidse School (2008) en KBTR: De Utrechtse Kabouter (2012) uit. Binnen zijn autonome beeldende kunst staat Koopman
bekend om het beheersen van diverse disciplines, zoals muurschilderingen (graffiti/streetart), letterontwerp, striptekenen en fotografie.

## Biografie
Koopman begon zijn carrière in 1988 als graffitischrijver onder de alias SCAGE. Hij maakte naam voor zichzelf in de jaren negentig en werd toegelaten tot een van de grootste Nederlandse graffiti-crews: de Dope Style Kings (DSK). Van 1993 tot 1998 studeerde hij grafisch ontwerp aan de Koninklijke Academie van Beeldende Kunsten in Den Haag, waarna hij aan het werk ging als grafisch ontwerper.

## Exposities (selectie)
Koopman exposeerde onder meer op de volgende locaties:
- 2018: Apeldoorns Centrum voor Eigentijdse Cultuur (ACEC) (solo)
- 2016: Galerie Old School, Leiden (solo)
- 2015: Gemeentemuseum Den Haag (groep)
- 2015: Museum Boerhaave, Leiden (groep)
- 2014: Stadsgalerij Heerlen (groep)
- 2014: Japanmuseum SieboldHuis, Leiden (groep)
- 2013: Gemeentemuseum Den Haag (groep)

## Boeken

### Amsterdam Graffiti: The Battle of Waterloo(2004)
Een hoogtepunt vormde in 2003 de samenstelling van het eerste officiële Nederlandse boek over de graffiticultuur, met als titel Amsterdam Graffiti: The Battle of Waterloo, een coproductie met collega Marcel van Tiggelen en Hein Sonnemans. Van Tiggelen was verantwoordelijk voor de grafische vormgeving en drukwerkbegeleiding, Koopman verzorgde de duidende teksten en de uitwerking van de interviews en Hein Sonnemans werkte mee als regelaar met belangrijke connecties binnen de Amsterdamse graffitiwereld. Het concept van het boek, over de graffiti-geschiedenis rondom de 'Hall of Fame' op het Waterlooplein/Mr.Visserplein, werd door het trio gezamenlijk uitgedacht en vormgegeven. In 2004 werd het boek uitgegeven door Stadsuitgeverij Amsterdam. Uiteindelijk verwierf het boek een cultstatus binnen de internationale
underground graffitiscene.

### De Leidse School(2008)
In 2008 volgde een tweede graffitiboek van Koopmans hand, getiteld De Leidse School, een cultureel-erfgoeddocument over de geschiedenis en ontwikkeling van de graffiticultuur in Leiden. Een aantal internationaal bekende graffitischrijvers hebben hun wortels liggen in de Leidse klei, onder wie ZEDZ en Julius Martin Gartler (JAIYS / The
Chairman, 1968-2008). De productie van het boek werd voor het grootste gedeelte door Koopman zelf gerealiseerd, met op de achtergrond ondersteuning van Marcel van Tiggelen. Het werd uiteindelijk een gezamenlijke uitgave van Studio Booyabase en Stadsuitgeverij Amsterdam. Ook dit boek verwierf na enkele jaren een cultstatus.

### KBTR: De Utrechtse Kabouter(2012)

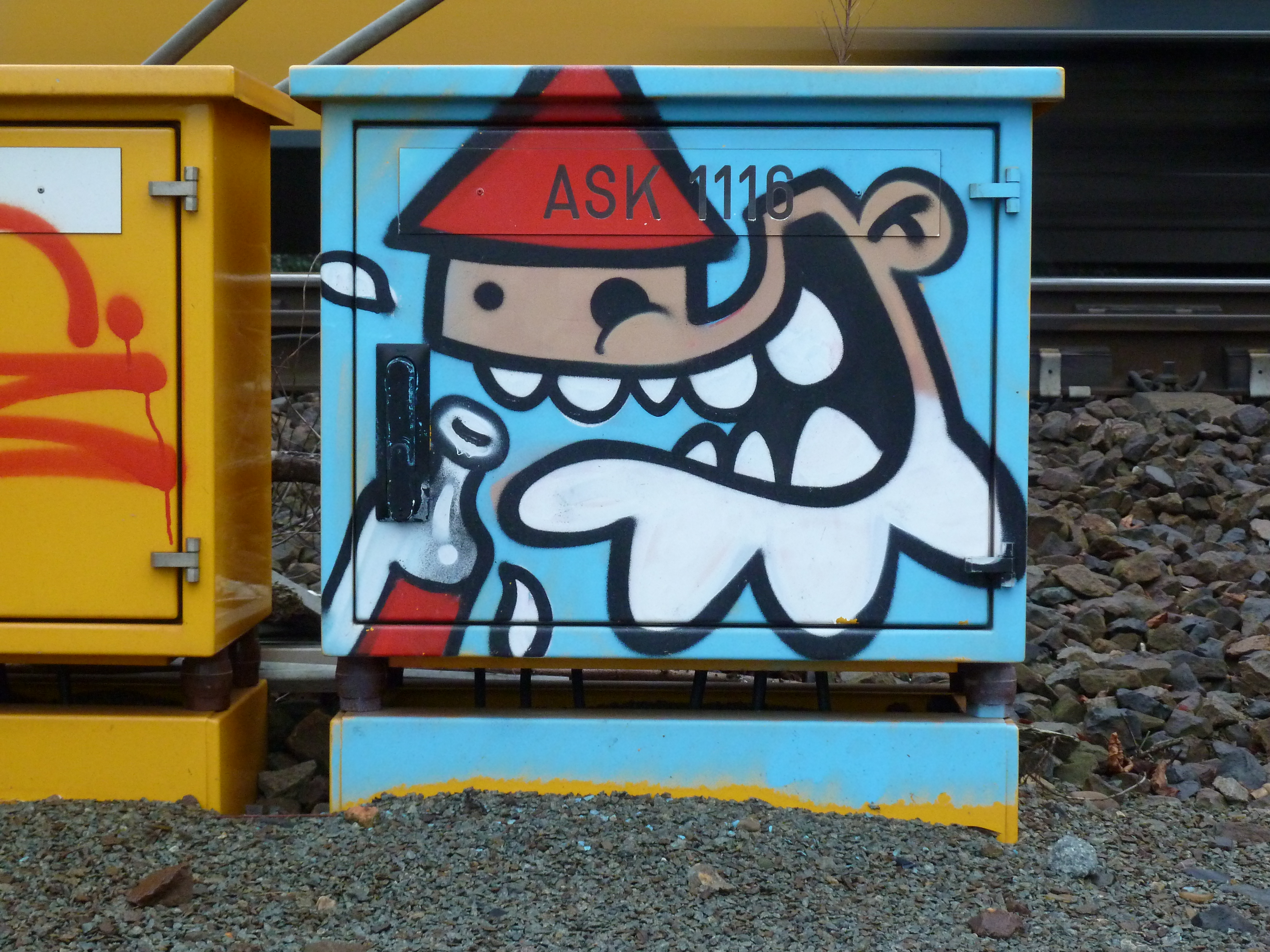
De Utrechtse Kabouter

In 2012 verscheen Koopmans derde graffitiboek, ditmaal over het werk van de bekende Utrechtse graffiti-kunstenaar KBTR (ook wel 'De Utrechtse Kabouter' genoemd). Als duo creëerden zij een 'kunstenaarsboek' in beperkte oplage, inclusief een genummerde zeefdruk, een door KBTR met de hand getekend en genummerd 'bierviltje' en een stickervel. Koopman en KBTR kozen ervoor het boek uit te geven in eigen beheer onder de noemer Studio Booyabase, dit naar voorbeeld van de do-it-yourselfmentaliteit van de ondergrondse 'punkpublicaties' uit begin jaren tachtig. Het productieproces van het KBTR-boek komt uitgebreid aan bod in de KBTR Documentaire uit 2019 gemaakt door Alfredo Pouwiel.

### Door De Dubbele Deur(2016)
In 2016 kreeg Koopman onder invloed van alcohol een ernstig ongeluk. Hij viel van een ladder in zijn atelier in Leiden, waarbij hij zijn enkel compleet verbrijzeld. Zijn operatie in het ziekenhuis en de revalidatie verwerkte hij in een publicatie met (veelal duistere) inkttekeningen getiteld Door De Dubbele Deur. Centraal staat de invloed van een cocktail van morfine en ketamine als pijnstiller en het effect hiervan op het creatieve maakproces van de tekeningen. Het boek verscheen in 2016 en werd mogelijk gemaakt door een crowdfunding.

## Lijst van publicaties

### Eigen werk
- 2008: De Leidse School: De geschiedenis en ontwikkeling van de Leidse graffiticultuur
- 2016: Door De Dubbele Deur

### Overig
- 2012: Remko Koopman, KBRT & Booyabase, KBTR: De Utrechtse Kabouter
- 2004: Remko Koopman, Hein Sonnemans & Marcel van Tiggelen, Amsterdam Graffiti: The Battle of Waterloo